# The Colour of My Love
The Colour of My Love ist das dritte englischsprachige Studioalbum der kanadischen Sängerin Céline Dion. Es wurde am 9. November 1993 über das Label Columbia Records veröffentlicht.
The Colour of My Love ist eines von vier Alben von Dion, die mindestens 20 Millionen Mal verkauft wurden und damit zu den weltweit meistverkauften Musikalben gehören.

## Produktion und Gastbeiträge
The Colour of My Love wurde vor allem von David Foster, Walter Afanasieff und Christopher Neil produziert. Mit Walter Afanasieff arbeitete Céline Dion bereits bei ihrem zweiten englischsprachigen Album Céline Dion zusammen.
Der einzige Gastbeitrag auf dem Album stammt von Clive Griffin, welcher auf When I Fall in Love zu hören ist.

## Titelliste
| #      | Titel                            | Gastbeiträge  | Produzent                      | Länge |
| ------ | -------------------------------- | ------------- | ------------------------------ | ----- |
| 1      | The Power of Love                |               | David Foster                   | 5:42  |
| 2      | Misled                           |               | Ric Wake                       | 3:30  |
| 3      | Think Twice                      |               | Christopher Neil, Aldo Nova    | 4:47  |
| 4      | Only One Road                    |               | Ric Wake                       | 4:48  |
| 5      | Everybody's Talkin' My Baby Down |               | Ric Wake                       | 4:01  |
| 6      | Next Plane Out                   |               | Guy Roche                      | 4:57  |
| 7      | Real Emotion                     |               | Ric Wake                       | 4:25  |
| 8      | When I Fall in Love              | Clive Griffin | David Foster                   | 4:20  |
| 9      | Love Doesn't Ask Why             |               | Walter Afanasieff              | 4:08  |
| 10     | Refuse to Dance                  |               | Christopher Neil               | 4:21  |
| 11     | I Remember L.A.                  |               | Christopher Neil               | 4:12  |
| 12     | No Living Without Loving You     |               | Guy Roche                      | 4:22  |
| 13     | Lovin' Proof                     |               | Ric Wake                       | 4:11  |
| 14     | Just Walk Away                   |               | Steve Lindsay, Humberto Gatica | 4:58  |
| 15     | The Colour of My Love            |               | David Foster                   | 3:27  |
| 16 (*) | To Love You More                 |               | David Foster                   | 5:28  |

(*) Bonussong der japanischen Version

## Singleauskopplungen
| Jahr | Titel               | Höchstplatzierung, Gesamtwochen, AuszeichnungChartplatzierungen (Jahr, Titel, , Platzierungen, Wochen, Auszeichnungen, Anmerkungen) | Höchstplatzierung, Gesamtwochen, AuszeichnungChartplatzierungen (Jahr, Titel, , Platzierungen, Wochen, Auszeichnungen, Anmerkungen) | Höchstplatzierung, Gesamtwochen, AuszeichnungChartplatzierungen (Jahr, Titel, , Platzierungen, Wochen, Auszeichnungen, Anmerkungen) | Höchstplatzierung, Gesamtwochen, AuszeichnungChartplatzierungen (Jahr, Titel, , Platzierungen, Wochen, Auszeichnungen, Anmerkungen) | Höchstplatzierung, Gesamtwochen, AuszeichnungChartplatzierungen (Jahr, Titel, , Platzierungen, Wochen, Auszeichnungen, Anmerkungen) | Anmerkungen                            |
| Jahr | Titel               | DE | AT | CH | UK | US | Anmerkungen                            |
| ---- | ------------------- | --- | --- | --- | --- | --- | -------------------------------------- |
| 1993 | When I Fall in Love | — | — | — | — | US23 (20 Wo.)US | Erstveröffentlichung: 28. Juni 1993    |
| 1993 | The Power of Love   | DE57 (9 Wo.)DE | — | — | UK4 (10 Wo.)UK | US1 (33 Wo.)US | Erstveröffentlichung: 1. November 1993 |
| 1994 | Misled              | DE83 (3 Wo.)DE | — | — | UK15 (4 Wo.)UK | US23 (19 Wo.)US | Erstveröffentlichung: 28. März 1994    |
| 1994 | Think Twice         | DE19 (33 Wo.)DE | — | CH6 (29 Wo.)CH | UK1 (31 Wo.)UK | US95 (5 Wo.)US | Erstveröffentlichung: 18. Juli 1994    |
| 1994 | Only One Road       | — | — | — | UK8 (9 Wo.)UK | US93 (3 Wo.)US | Erstveröffentlichung: 31. Oktober 1994 |

## Kommerzieller Erfolg

### Chartplatzierungen
The Colour of My Love stieg am 21. März 1994 auf Platz 84 in die deutschen Albumcharts ein. Am 24. April, der 14. Chartwoche, erreichte das Album mit Platz 16 seine Höchstposition. Insgesamt hielt sich The Colour of My Love 68 Wochen in den deutschen Albumcharts. In den US-amerikanischen Billboard 200 debütierte der Tonträger auf Platz 88. Die Höchstposition von Platz 4 erreichte The Colour of My Love in der 17. Chartwoche. Des Weiteren belegte das Album u. a. in Australien und Norwegen die Spitze der Charts.
| ChartsChartplatzierungen       | Höchstplatzierung | Wochen |
| ------------------------------ | ----------------- | ------ |
| Deutschland (GfK)              | 16 (68 Wo.)       | 68     |
| Österreich (Ö3)                | 18 (7 Wo.)        | 7      |
| Schweiz (IFPI)                 | 9 (39 Wo.)        | 39     |
| Vereinigte Staaten (Billboard) | 4 (149 Wo.)       | 149    |
| Vereinigtes Königreich (OCC)   | 1 (140 Wo.)       | 140    |

| ChartsJahrescharts (1994)      | Platzierung |
| ------------------------------ | ----------- |
| Vereinigte Staaten (Billboard) | 16          |

| ChartsJahrescharts (1995)      | Platzierung |
| ------------------------------ | ----------- |
| Deutschland (GfK)              | 35          |
| Schweiz (IFPI)                 | 10          |
| Vereinigte Staaten (Billboard) | 116         |
| Vereinigtes Königreich (OCC)   | 3           |

| ChartsJahrescharts (1996)      | Platzierung |
| ------------------------------ | ----------- |
| Vereinigte Staaten (Billboard) | 197         |
| Vereinigtes Königreich (OCC)   | 55          |

### Auszeichnungen für Musikverkäufe
The Colour of My Love wurde 1996 in Deutschland für mehr als 250.000 verkaufte Einheiten mit einer Goldenen Schallplatte ausgezeichnet. In den Vereinigten Staaten wurde das Album im Jahr 1999 für über sechs Millionen Verkäufe mit sechsfach-Platin ausgezeichnet.
| Professionelle Bewertungen | Professionelle Bewertungen |
| -------------------------- | -------------------------- |
| Kritiken                   |                            |
| Quelle                     | Bewertung                  |
| allmusic                   | [ 17 ]                     |

| Land/Region                  | Auszeichnungen für Musikverkäufe (Land/Region, Auszeichnung, Verkäufe) | Verkäufe    |
| ---------------------------- | ---------------------------------------------------------------------- | ----------- |
| Australien (ARIA)            | 9× Platin                                                              | 630.000     |
| Belgien (BRMA)               | 2× Platin                                                              | (100.000)   |
| Deutschland (BVMI)           | Gold                                                                   | (250.000)   |
| Europa (IFPI)                | 4× Platin                                                              | 4.000.000   |
| Finnland (IFPI)              | Platin                                                                 | (40.289)    |
| Frankreich (SNEP)            | Platin                                                                 | (300.000)   |
| Italien (FIMI)               | Gold                                                                   | (50.000)    |
| Japan (RIAJ)                 | 3× Platin                                                              | 600.000     |
| Kanada (MC)                  | Diamant                                                                | 1.000.000   |
| Mexiko (AMPROFON)            | Platin                                                                 | 150.000     |
| Neuseeland (RMNZ)            | 6× Platin                                                              | 90.000      |
| Niederlande (NVPI)           | 3× Platin                                                              | (300.000)   |
| Norwegen (IFPI)              | 3× Platin                                                              | (150.000)   |
| Österreich (IFPI)            | Gold                                                                   | (25.000)    |
| Schweden (IFPI)              | Platin                                                                 | (100.000)   |
| Schweiz (IFPI)               | Platin                                                                 | (50.000)    |
| Spanien (Promusicae)         | Platin                                                                 | (100.000)   |
| Türkei (Mü-YAP)              | Gold                                                                   | 20.000      |
| Vereinigte Staaten (RIAA)    | 6× Platin                                                              | 6.000.000   |
| Vereinigtes Königreich (BPI) | 5× Platin                                                              | (1.500.000) |
| Insgesamt                    | 4× Gold · 46× Platin · 1× Diamant ·                                    | 12.790.000  |

Hauptartikel: Céline Dion/Auszeichnungen für Musikverkäufe